# Akademie zur Weißen-Hirsch-Grotte

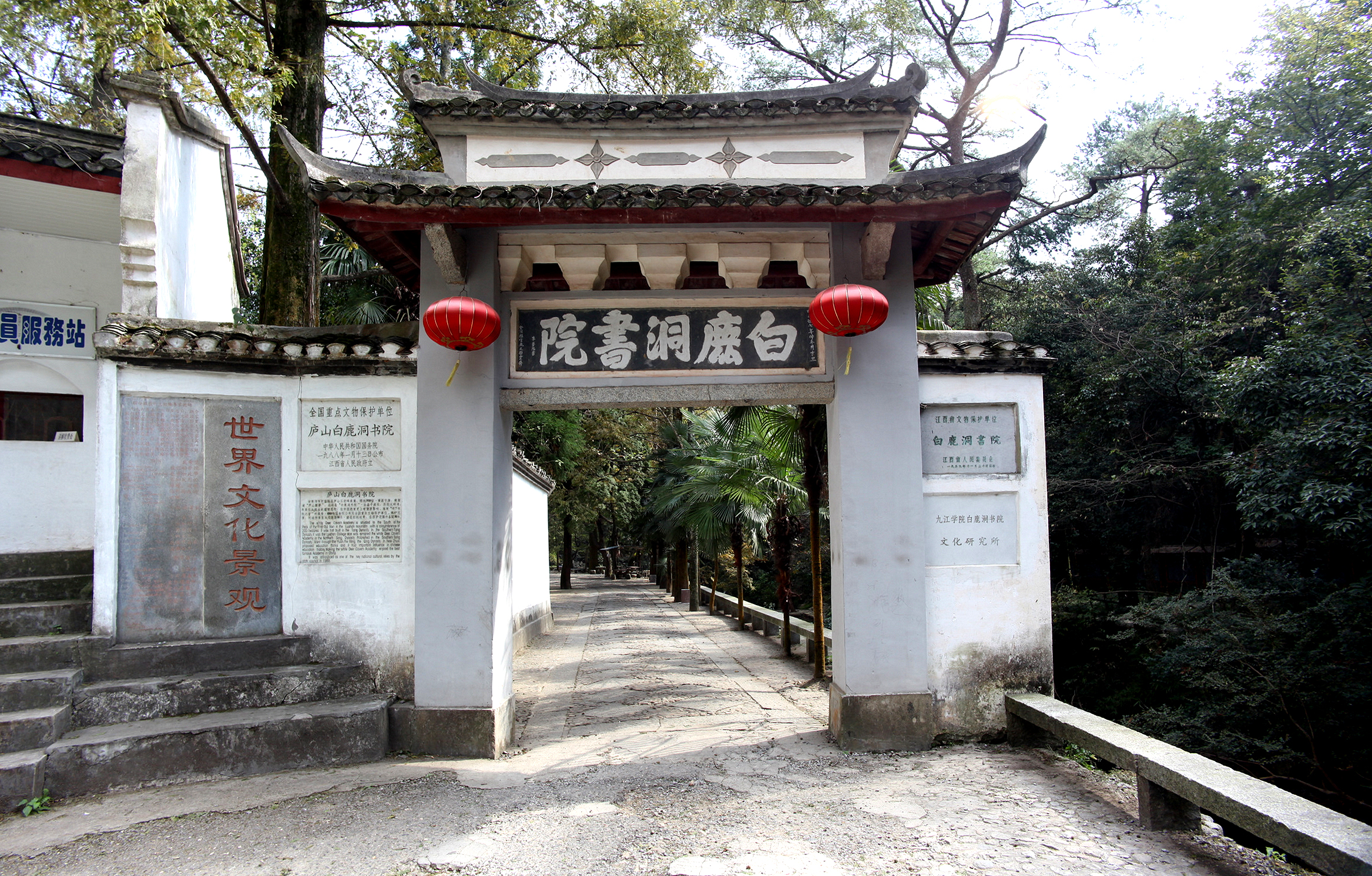
Eingang der Akademie zur Weißen-Hirsch-Grotte im Lu Shan

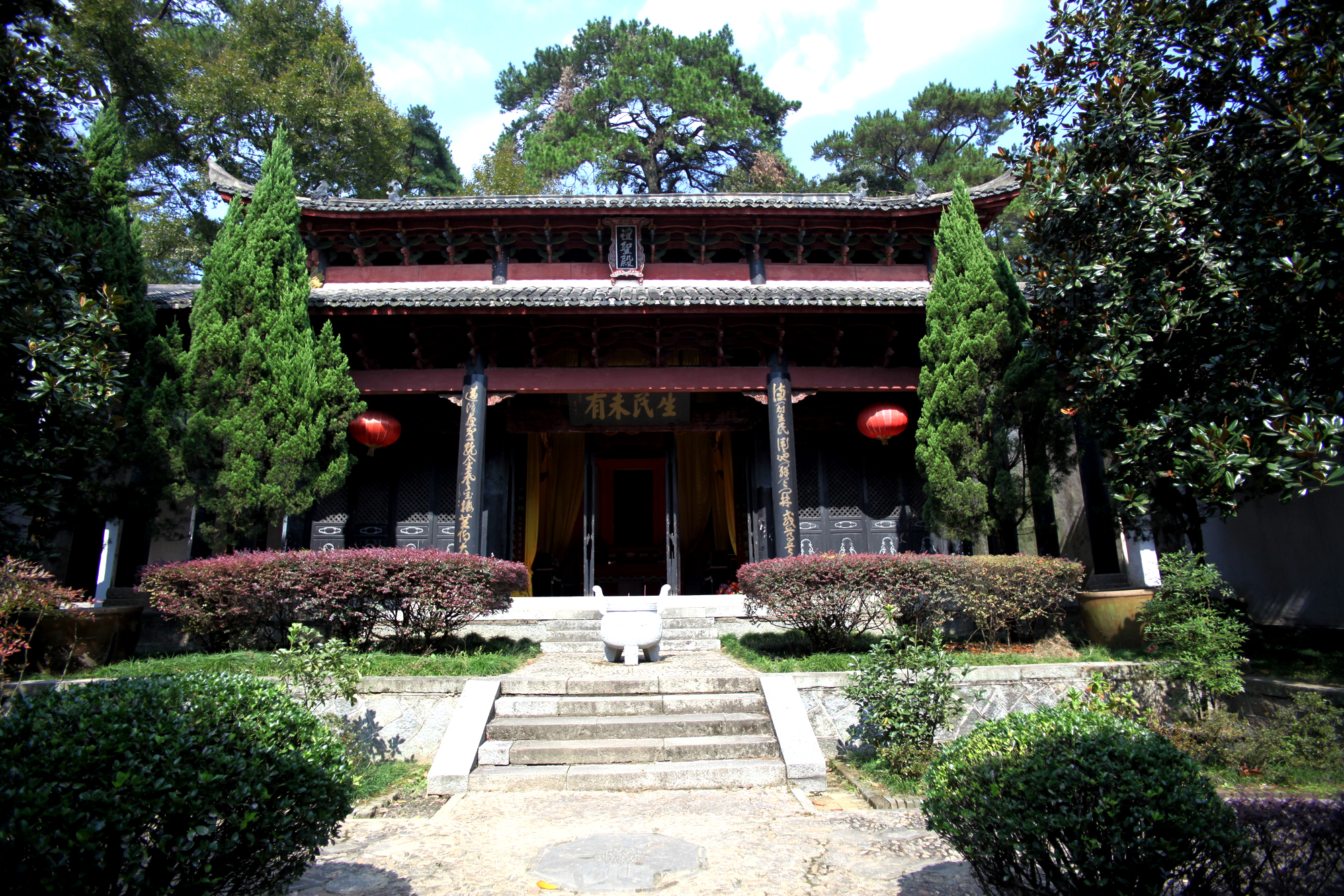
Eine Halle in der Akademie

Die Akademie zur Weißen-Hirsch-Grotte (chinesisch 白鹿洞书院, Pinyin Báilù dòng shūyuàn, W.-G. Pai-lu-tung shu-yüan, englisch White Deer Cave Academy / White Deer Grotto Academy oder 白鹿书院,  Báilù shūyuàn) oder Bailudong-Akademie im Gebirge Lu Shan liegt auf dem Gebiet der kreisfreien Stadt Lushan der bezirksfreien Stadt Jiujiang in der südchinesischen Provinz Jiangxi.
Es war die berühmteste der Vier Großen Akademien des alten China und sie genoss hohes Ansehen in der chinesischen Erziehungsgeschichte. Am Ort der heute gut erhaltenen Akademie studierte und lebte Li Bo (773–831), der berühmte Gelehrte aus der Zeit der Tang-Dynastie (618–907). Die Akademie wurde von Zhu Xi (1130–1200), dem Gelehrten des Neokonfuzianismus, während der Song-Dynastie (960–1279) wiederbelebt und ausgebaut. Sie genoss in der alten chinesischen Kultur über mehrere Jahrhunderte den Ruhm eines wichtigen Bildungszentrums.
Sie steht seit 1988 auf der Liste der Denkmäler der Volksrepublik China (3–74).

## Galerie

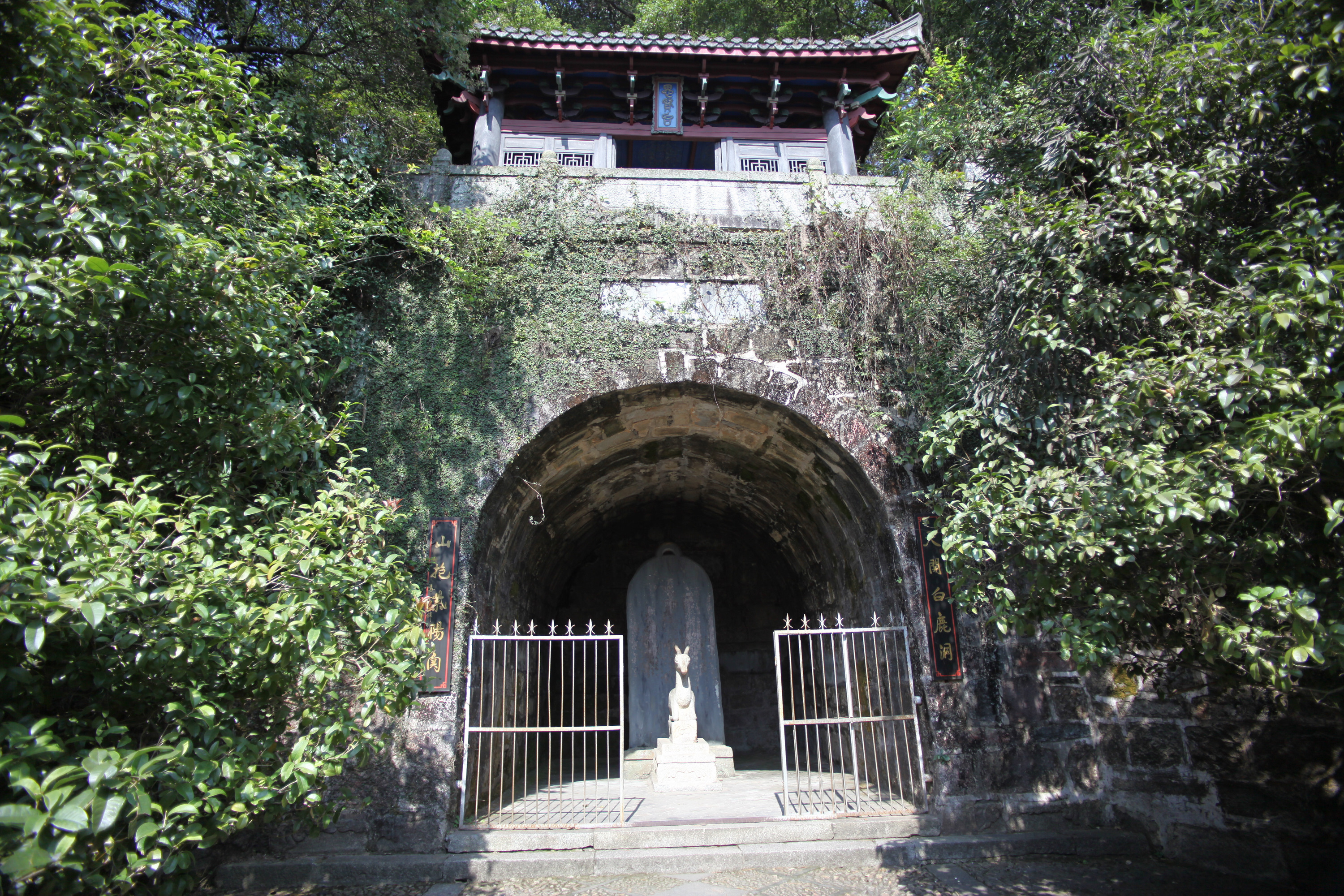
Weiße-Hirsch-Grotte
Zhu Xi Bronzestatue
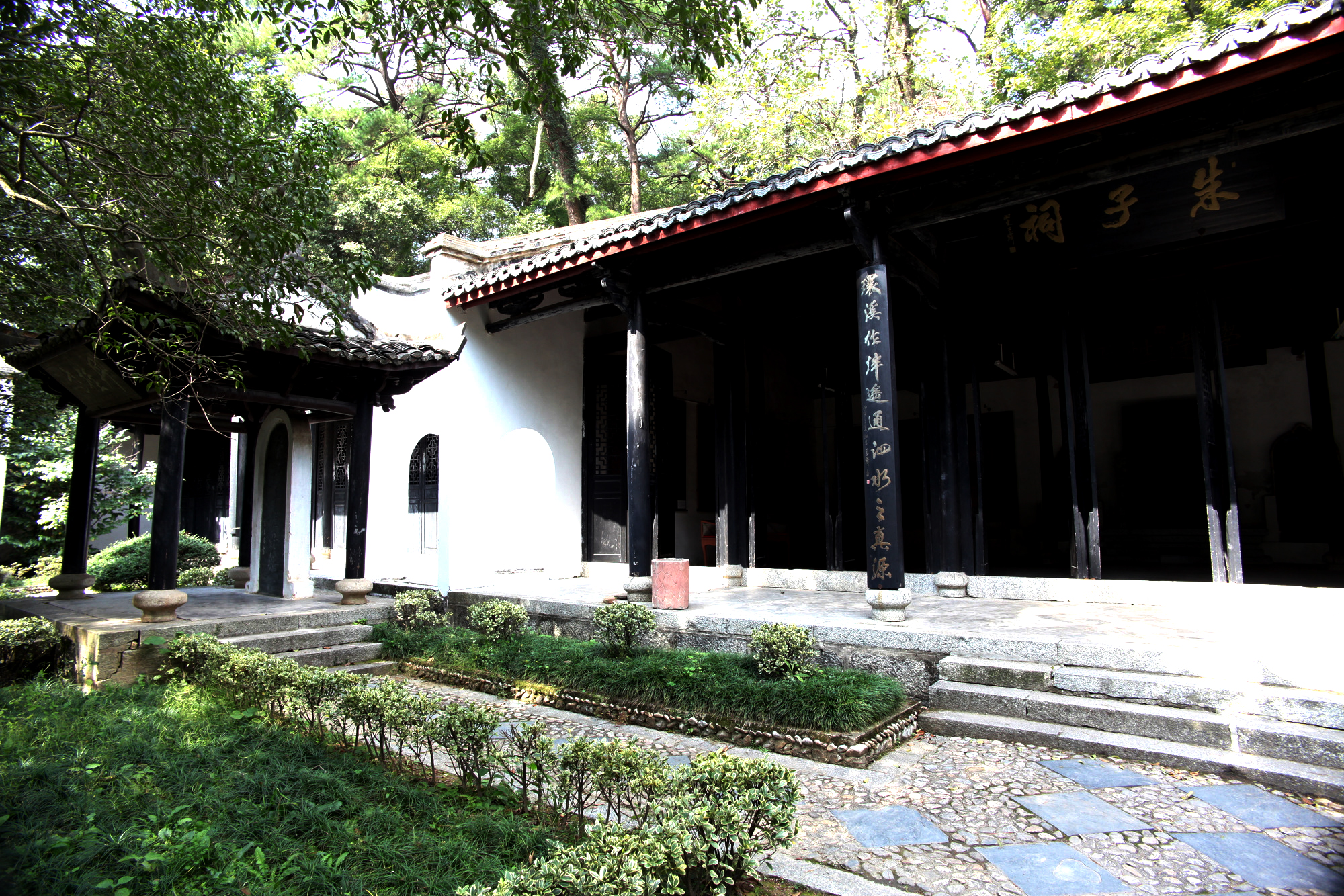
Zhu Xi Tempel
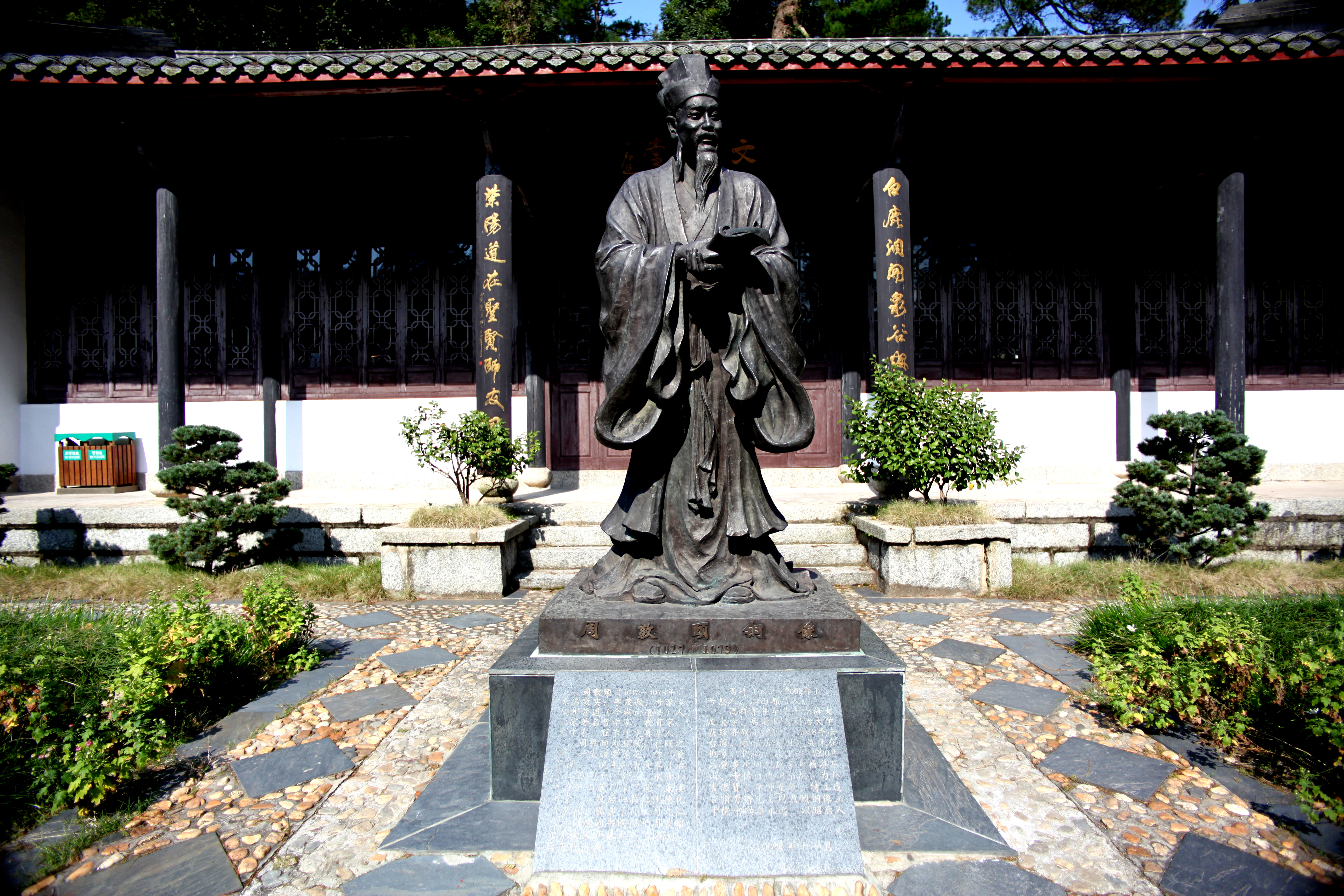
Zhou Dunyi Bronzestatue